# Manon
Manon és una opéra-comique en cinc actes de Jules Massenet amb llibret francès d'Henri Meilhac i Philippe Gille, basat en L'histoire du chevalier des Grieux et de Manon Lescaut (1731) de l'Abat Prévost. Va ser estrenada al Teatre Nacional de l'Opéra-Comique de París el 19 de gener de 1884.
Manon és una de les òperes més populars i representades de Massenet, havent mantingut una posició destacada en el repertori operístic des de l'estrena. L'any 1952 a París, Manon va aconseguir arribar a la representació número 2.000. Es considera un dels exemples més representatius de l'encís i la vitalitat de la música i la cultura en general del París de la Belle Époque. La cantant que va estrenar el paper de Manon fou Marie Heilbron. Altres intèrprets destacades han estat Sybil Sanderson (la favorita de Massenet), Fanny Heldy, Bidu Sayão, Victòria dels Àngels, Beverly Sills, Renée Fleming, i més recentment Anna Netrebko.

## Argument
Temps: el regnat de Lluís XV de França

### Acte I

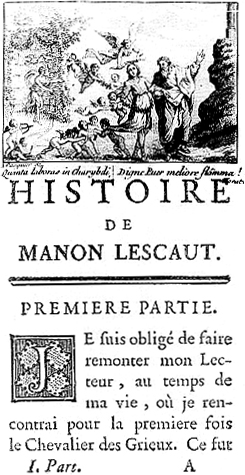
Il·lustració d'una edició de L'histoire du chevalier des Grieux et de Manon Lescaut de l'Abat Prévost

El bulliciós pati d'una posada a Amiens. De Brétigny, un noble, acaba d'arribar en companyia de Guillot, un vell llibertí (és el ministre de Finances), i tres llicencioses joves actrius, Poussette, Javotte i Rosette. Mentre el taverner serveix el sopar a aquest grup, la gent es congrega per assistir a l'arribada del cotxe procedent d'Arràs. Entre la gentada es troba Lescaut, un guàrdia, qui informa els seus camarades que assisteix a rebre a una jove parenta seua. Aviat arriba el cotxe i entre la multitud Lescaut identifica de seguida la seua fràgil i bonica cosina, Manon, la qual demana perdó pel seu atordiment (Je suis toujours tout étourdie); aquest és, al cap i a la fi, el seu primer viatge, i el que la portarà a ingressar com a novícia en un convent.
Manon es queda sola per un instant, i Guillot aprofita per fer-li proposicions; li diu que té un cotxe esperant, i que hi podrien fugir plegats. Aquest maldestre intent de seducció, que provoca les burles de les tres joves actrius, és interromput pel retorn de Lescaut, que renya la seua cosina (Regardez-moi bien dans les yeux) recordant-li quin ha de ser el capteniment adequat d'una jove membre de la família Lescaut. Tanmateix, temptat amb una sessió de joc amb els seus amics, Lescaut torna a deixar sola Manon. Sola, expressa la seua admiració per la luxosa aparença de les tres actrius, i després es reprotxa a si mateixa aquesta mena de pensaments (Voyons, Manon), jurant-se, de manera poc convincent, no tornar a caure en aquests desitjos mundans.
Un somniador i jove cavaller, des Grieux, en un viatge vers la casa familiar per reunir-se amb son pare, no deixa de mirar a Manon. Enamorat a primera vista, s'acosta, mentre ella, al seu torn, queda captivada amb la galant aparença del jove (Et je sais votre nom). La seua conversa gira ràpidament vers una mutua declaració d'amor. Els projectes de viatge; ell cap a casa i ella vers el convent, són abandonats, decidint fugir plegats (Nous vivrons à Paris). Però ja s'hi deixen veure senyals d'una divergència d'aspiracions: mentre ell repeteix tous les deux (tots dos), la frase que ella deixa anar és à Paris. Aprofitant el cotxe del vellard Guillot, els amants fugen.

### Acte II
París, l'apartament de Manon i des Grieux. Ell, sense massa esperança, escriu una carta a son pare, implorant-li el seu permís per a casar-se amb Manon. Piquen a la porta, i entra Lescaut, intentant muntar una escena. Tanmateix, el seu recurs de família ofesa és només el camuflatge dels seus tractes econòmics amb Brétigny, el qual l'acompanya disfressat com un company guàrdia. Per a donar prova de les seues honorables intencions, des Grieux mostra la carta que escriu a son pare. Però mentrestant, Brétigny adverteix a part a Manon que aquesta mateixa nit, des Grieux, per ordres de son pare, serà segrestat i portat a sa casa familiar. També li insinua que, si esdevinguera una protegida seua, i atesa la seua posició i riquesa, li esperaria un luxós futur.
Després de l'eixida dels dos visitants, Manon sembla vacil·lar entre acceptar l'oferta de Brétigny o quedar-se amb des Grieux, advertint-lo de l'intent de segrest. Però quan el jove surt a trametre la carta, Manon s'acomiada emotivament de la humil llar que han compartit (Adieu, notre petite table), deixant clar que ha decidit anar-se'n amb Brétigny. En tornar, ignorant de tot, des Grieux evoca la seua més modesta visió d'un futur de felicitat, en la famosa ària En fermant les yeux. En eixir de casa per a investigar un aparent tumult, és segrestat.

### Acte III

#### Escena 1
París, el passeig de Cours-la-Reine en un dia de festa. Entre la gentada que assisteix a la festa i els venedors ambulants de mercaderies de tota mena, apareix Guillot, encara coquetejant frenèticament amb les tres joves actrius. També hi és Lescaut, cantant els plaers del joc (Pourquoi bon l'économie?). Arriba Brétigny, aviat seguit per Manon, ara sumptuosament vestida i amb un seguici d'admiradors. Canta una petita romança sobre la seua nova posició (Je marche sur tous les chemins), i després una vivaç gavota (Obéissons quand leur voix appelle) sobre la joia de l'amor i la joventut.
El pare de des Grieux, el comte, saluda a Brétigny. Manon pot sentir dir que el seu antic amant ja no és chevalier sinó Abbé (rector), en haver ingressat al seminari de Saint-Sulpice. Acostant-se al comte, Manon confirma la notícia, i intenta esbrinar si el fill del comte encara l'estima. Segueix un ballet, però Manon, atrapada pel desig de tornar a veure des Grieux, fuig vers Saint-Sulpice.

#### Escena 2
Saint-Sulpice. Surt de la capella una munió de gent extasiada, lloant el sermó del nou rector (Quelle éloquence!). Entra des Grieux, vestit amb hàbit, i son pare uneix la seua veu a les lloances, tot i que intenta dissuadir el seu fill d'aquesta nova vida que ha triat, atès que només ell pot perpetuar el nom de la família (Epouse quelque brave fille).
Havent fracassat a tòrcer la resolució del seu fill, se'n va, i des Grieux, sol, lluita contra els tenaços records de Manon (Ah! Fuyez, douce image). Mentre prega, apareix Manon per a implorar-li perdó per la seua infidelitat. Enfurit, ell intenta rebutjar-la, però quan ella evoca llur passada intimitat, ell perd tota resistència, i llurs veus s'uneixen en una apassionada i mutua declaració d'amor.

### Acte IV
Saló de joc a l'Hôtel de Transylvanie. Lescaut i Guillot estan jugant, i les tres joves actrius estan disposades a adossar-se al guanyador. Arriba Manon amb des Grieux. Tot i que des Grieux ja no es fa il·lusions amb el tarannà de Manon (Manon! Manon! Sphinx étonnant) no pot més que admetre que es troba completament esclavitzat per ella. Jugarà amb la intenció de fer la fortuna que ella tant necessita. Juga al faraó amb Guillot, i guanya. Continua a guanyar mentre Guillot dobla i redobla l'aposta. Mentre Manon es troba exultant, Guillot acusa des Grieux de fer trampes. Des Grieux nega amb vehemència l'acusació. Guillot se'n va, però aviat torna amb la policia, acusant des Grieux de trampós i a Manon de dissoluta.
El vell des Grieux apareix en escena i li diu al seu fill que si bé pot intercedir per ell, no farà res per salvar a Manon. Una gran escena de conjunt, amb Guillot exultant per la seua venjança, Manon lamentant el final de tota felicitat, des Grieux jurant defensar-la i la resta dels presents expressant consternació i horror, conclou amb l'arrest dels dos amants.

### Acte V
(Acte IV, escena dos en la versió original)
Un desolat indret prop de la carretera a Le Havre. Manon ha estat condemnada a ser deportada com a dona de vida llicenciosa. Des Grieux, alliberat per intervenció de son pare, i un penedit Lescaut, ara el seu aliat, esperen interceptar el comboi en el qual Manon, en companyia d'altres convictes, són transportats al port. Arriba un destacament de soldats amb presoners. Els pretesos rescatadors han de reconèixer la seua desesperada situació, i les poques possibilitats de vèncer davant la força pública. Però finalment Lescaut reïx a subornar el sergent, perquè deixe que Manon hi romanga darrere fins a la nit. El comboi es posa en marxa, i una exhausta i malalta Manon cau a terra als peus de des Grieux.
En els braços de des Grieux, delirant, Manon recapitula les escenes —i les melodies— de llur passada felicitat compartida. Des Grieux li diu que el passat pot encara reviscolar, però Manon, ara en calma, sap que n'és massa tard. Amb les paraules Et c'est là l'histoire de Manon Lescaut, mor.

## Àries cèlebres
- Acte I - Manon: "Je suis encore tout étourdie"
- Acte II - des Grieux: "En fermant les yeux"
- Acte II - Manon: "Adieu, notre petite table"
- Acte III - Manon: "Obéissons quand leurs voix appelle"
- Acte III - des Grieux: "Ah, fuyez douce image"